# Моделювання загального призначення
Моделювання загального призначення (GPM) — це систематичне використання мови моделювання загального призначення для представлення різних аспектів об’єкта чи системи. Нижче наведені приклади таких мов:
- Уніфікована мова моделювання (UML), галузевий стандарт для моделювання програмно-інтенсивних систем
- EXPRESS, мова моделювання даних про продукт, стандартизована як ISO 10303-11
- IDEF, група мов 1970-х років, яка прагнула бути нейтральною, загальною та багаторазовою
- Gellish, галузевий стандарт орієнтованої на природну мову мови моделювання для зберігання та обміну даними та знаннями, опублікований у 2005 році
- XML, мова моделювання даних, яка зараз починає використовуватися для моделювання коду (MetaL, Microsoft .Net  )

Слід зазначити, що мови GPM відрізняються від предметно-орієнтованих мов моделювання (DSM).